# Galleonosaurus
Galleonosaurus dorisae is een plantenetende ornitischische dinosauriër, behorende tot de Euornithopoda, die tijdens het vroege Krijt leefde in het gebied van het huidige Australië.

## Vondst en naamgeving
Aan de kust van de Australische deelstaat Victoria overspoelt de zee bij iedere vloed een rotsplateau, de Flat Rocks, onder de klippen van Inverloch, deel van het Bunurong Marine National Park. Zandsteen uit het Krijt wordt zo geërodeerd waarin bij eb botfragmenten van onder andere dinosauriërs uit te hakken zijn. In de loop der jaren vonden vrijwilligers van het Dinosaur Dream Team zo een aantal schedelelementen waarvan geleidelijk duidelijk werd dat ze een nieuwe soort vertegenwoordigden.
In 2019 werd de typesoort Galleonosaurus dorisae benoemd en beschreven door Matthew C. Herne, Jay P. Nair, Alistair R. Evans, en Alan M. Tait. De geslachtsnaam is gevormd door een latinisering van het Engels galleon, "galjoen", een verwijzing naar het feit dat het bovenkaaksbeen lijkt op een omgeslagen galjoen. De soort aanduiding eert Doris Seegets-Villiers, een geologe die de stratificatie van de vindplaats in kaart heeft gebracht.
Het holotype, NMV P229196, is gevonden in een laag van de Wonthaggiformatie die dateert uit het late Barremien en ongeveer 127,2 tot 125 miljoen jaar oud is. Het bestaat uit een linkerbovenkaaksbeen. Verschillende specimina zijn aan de soort toegewezen. Daartoe behoren nog eens vier bovenkaaksbeenderen, de specimina NMV P212845, NMV P208178, NMV P209977 en  NMV P186440. Die laatste komt uit een nabij gelegen vindplaats aan de kust, The Caves, en omvat mede een stuk van het linkerverhemeltebeen en het linkertraanbeen. Verder zijn toegewezen  de specimina NMV P208113, een tand uit het rechterbovenkaaksbeen; en NMV P208523, een tand uit het linkerbovenkaaksbeen.

## Beschrijving
Galleonosaurus is een vrij kleine soort met een vermoedelijke lichaamslengte van rond een meter. De schedel was ongeveer dertien centimeter lang. In de pers werd het formaat aangegeven als dat van een wallaby.
De beschrijvers wisten vijf onderscheidende kenmerken vast te stellen. Het gaat om autapomorfieën, unieke afgeleide eigenschappen. De opgaande tak van het bovenkaaksbeen heeft twee slotvormige openingen in de voorrand die in verbinding staan met het interne aderkanaal. Het aderkanaal splijt zich intern in de richting van twee openingen aan de voorste onderrand. De wortels van de maxillaire tanden vormen in het midden van de tandrij aan de bases van hun binnenzijden een S-bocht. De buitenzijde van de buitenste tak van het verhemeltebeen vormt een bijlvormige beenplaat. Het achterste derde deel van het bovenkaaksbeen toont een abrupte knik, schuin naar buiten en achteren. Dit laatste kenmerk is echter niet bij alle exemplaren aanwezig.
Problematisch is dat uit dezelfde vindplaats nog een kleine euornithopode bekend is, Qantassaurus. Daarvan is alleen de onderkaak gevonden. Het is dus in beginsel mogelijk dat beide taxa identiek zijn. Dat werd echter onwaarschijnlijk geacht omdat de bovenkaaksbeenderen van Galleonosaurus vijftien (maxillaire) tanden tellen en de onderkaak van Qantassaurus er tien heeft. Bij andere kleine euornithopoden is het aantal tanden in de onderkaak hoogstens drie minder dan dat van het bovenkaaksbeen. Daarbij is er een onderkaak gevonden, specimen VOD3, met dertien tanden. Die vertegenwoordigt volgens de beschrijvers waarschijnlijk het echte dentarium van Galleonosaurus hoewel ze het exemplaar voorzichtigheidshalve niet formeel toewezen.
De tanden hebben relatief weinig secundaire verticale richels, vier vóór de hoofdrichel en twee erachter.

## Fylogenie
Galleonosaurus is in 2019 basaal in de Euornithopoda geplaatst, buiten de Clypeodonta, en als mogelijk lid van de Elasmaria.